# Marshchapel
Marshchapel – wieś i civil parish w Anglii, w Lincolnshire, w dystrykcie East Lindsey. W 2011 roku civil parish liczyła 704 mieszkańców.